# Liste der Deutschen Meister im Sechser-Einradfahren
Dies ist eine Übersicht über alle deutschen Meister im Sechser-Einradfahren:

## Männer
| Jahr | Austragungsort  | Gold Männer | Silber Männer | Bronze Männer |
| 1975 | Rüsselsheim     | RV Freie Bahn Oberaußem - Klaus Schneikart - Alfred Dittrich - Wolfgang Leischel - Günter Leischel - Franz Schneider - Hans Schmitz         | | |
| 1979 | Moers           | JSV Neuenschmidten | RV Wimsheim | RV Freie Bahn Oberaußem |
| 1980 | Lübbecke        | JSV Neuenschmidten | RV Geldern-Veert | RKB Hamburg-Süd |
| 1981 | Oberursel       | JSV Neuenschmidten | RSC Dietzenbach - Thomas Geiß - Stefan Kraft - Andreas Günther - Steffen Lehr - Hubert Lehr - Armin Lehr - Trainer Heinz Lehr                           | RSV Breckenheim |
| 1982 | Crailsheim      | JSV Neuenschmidten I | RKB Herzogenaurach | RSC Dietzenbach - Thomas Geiß - Stefan Kraft - Andreas Günther - Steffen Lehr - Hubert Lehr - Armin Lehr - Trainer Heinz Lehr                             |
| 1983 | Moers           | RSC Dietzenbach - Thomas Geiß - Stefan Kraft - Andreas Günther - Steffen Lehr - Hubert Lehr - Armin Lehr - Trainer Heinz Lehr               | RKB Herzogenaurach | RSV Breckenheim |
| 1984 | Herzogenrath    | RKV Pleidelsheim | RKB Herzogenaurach | JSV Neuenschmidten |
| 1985 | Baunatal        | RV Heere | RKV Pleidelsheim | JSV Neuenschmidten |
| 1986 | Forst           | RKV Pleidelsheim | JSV Neuenschmidten | RSV Wiesbaden-Breckenheim |
| 1987 | Crailsheim      | RSC Dietzenbach - Thomas Geiß - Stefan Kraft - Andreas Günther - Steffen Lehr - Hubert Lehr - Armin Lehr - Trainer Heinz Lehr               | RV Heere | RKV Pleidelsheim |
| 1988 | Bad Salzuflen   | JSV Neuenschmidten II | | RMSV "Edelweiss" Aach - Udo Zimmermann - Thomas Stützle - Matthias Neidhart - Jürgen Brodbeck - Wilfried Schwarz - Andreas Beising - Trainer Paul Gaisser |
| 1989 | Denzlingen      | JSV Neuenschmidten I | RSC Dietzenbach - Thomas Geiß - Stefan Kraft - Andreas Günther - Steffen Lehr - Hubert Lehr - Armin Lehr - Trainer Heinz Lehr                           | RMSV "Edelweiss" Aach - Udo Zimmermann - Thomas Stützle - Matthias Neidhart - Andreas Bausch - Wilfried Schwarz - Andreas Beising - Trainer Paul Gaisser  |
| 1990 | Schauenburg-Hof | JSV Neuenschmidten I | RKV Pleidelsheim | RMSV "Edelweiss" Aach - Matthias Neidhart - Thomas Stützle - Steffen Lehr - Andreas Bausch - Wilfried Schwarz - Andreas Beising - Trainer Paul Gaisser    |
| 1991 | Trier           | JSV Neuenschmidten I | RV Heere | RKV Pleidelsheim |
| 1992 | Willich         | JSV Neuenschmidten I | RMSV "Edelweiss" Aach - Matthias Neidhart - Thomas Stützle - Steffen Lehr - Alexander Gaisser - Wilfried Schwarz - Klaus Peter - Trainer Paul Gaisser   | RV Heere |
| 1993 | Moers           | JSV Neuenschmidten I | | RMSV "Edelweiss" Aach - Matthias Neidhart - Thomas Stützle - Steffen Lehr - Alexander Gaisser - Wilfried Schwarz - Udo Zimmermann - Trainer Paul Gaisser  |
| 1994 | Gärtringen      | JSV Neuenschmidten I | RMSV "Edelweiss" Aach - Christian Dressler - Alexander Gaißer - Steffen Lehr - Klaus Peter - Wilfried Schwarz - Udo Zimmermann - Trainer Paul Gaisser   | . |
| 1995 | Hamburg         | JSV Neuenschmidten I | RMSV "Edelweiss" Aach - Christian Dressler - Alexander Gaißer - Steffen Lehr - Klaus Peter - Wilfried Schwarz - Udo Zimmermann - Trainer Paul Gaisser   | . |
| 1996 | Karlsruhe       | Spvg. Rot-Weiß Moisling von 1911 eV. 290,80 - Gerhard Clasen - Jörn Clasen - Matthias Marklein - Ulrich Praefke - Ralf Russ - Helmut Tietz  | . RMSV "Edelweiss" Aach - Christian Dressler - Alexander Gaißer - Steffen Lehr - Klaus Peter - Wilfried Schwarz - Udo Zimmermann - Trainer Paul Gaisser | . |
| 1997 | Moers           | JSV Neuenschmidten I | RV Heere | JSV Neuenschmidten II |
| 1998 | Koblenz         | .JSV Neuenschmidten I | Spvg. Rot-Weiß Moisling von 1911 eV. 297,20 - Gerhard Clasen - Jörn Clasen - Matthias Marklein - Ulrich Praefke - Ralf Russ - Helmut Tietz              | . |
| 1999 | Singen          | .JSV Neuenschmidten I | Spvg. Rot-Weiß Moisling von 1911 eV. 294,77 - Gerhard Clasen - Jörn Clasen - Matthias Marklein - Ulrich Praefke - Ralf Russ - Helmut Tietz              | RMSV "Edelweiss" Aach - Christian Dressler - Alexander Gaißer - Steffen Lehr - Klaus Peter - Wilfried Schwarz - Udo Zimmermann - Trainer Paul Gaisser     |
| 2000 | Oberursel       | .JSV Neuenschmidten I | Spvg. Rot-Weiß Moisling von 1911 eV. 283,76 - Gerhard Clasen - Jörn Clasen - Matthias Marklein - Ulrich Praefke - Ralf Russ - Helmut Tietz              | . |
| 2001 | Moers           | Spvg. Rot-Weiß Moisling von 1911 eV. 294,29 - Gerhard Clasen - Jörn Clasen - Helmut Tietz - Timo Tietz - Jan Westergreen - Jens Westergreen | .JSV Neuenschmidten I | . |
| 2002 | Denzlingen      | .JSV Neuenschmidten I | Spvg. Rot-Weiß Moisling von 1911 eV. 279,46 - Gerhard Clasen - Jörn Clasen - Ulrich Praefke - Helmut Tietz - Jan Westergreen - Jens Westergreen         | . |
| 2003 | Bürstadt        | .JSV Neuenschmidten I | Spvg. Rot-Weiß Moisling von 1911 eV. 279,80 - Gerhard Clasen - Jörn Clasen - Hansjörg Schwartz - Helmut Tietz - Jan Westergreen - Jens Westergreen      | . |
| 2004 | Glauchau        | . | Nicht ausgetragen | . |
| 2005 | Bad Salzuflen   | . | Nicht ausgetragen | . |

## Frauen
| Jahr | Austragungsort | Gold Frauen | Silber Frauen | Bronze Frauen |
| 1978 | Marburg        | . | RMSV Aach - Iris Bächler - Edith Ada - Rita Gaißer - Karin Schwarz - Maria Schroff - Ingrid Zumkeller Trainer: Paul Gaißer                                | . |
| 1980 | Lübbecke       | . | . | RMSV Aach - Ulla Gohm - Elfriede Jäger - Rita Gaißer - Karin Schwarz - Maria Schroff - Ingrid Zumkeller Trainer: Paul Gaißer                                  |
| 1981 | Oberursel      | . | . | RMSV Aach - Ulla Gohm - Iris Bächler - Rita Gaißer - Karin Schwarz - Maria Schroff - Ingrid Zumkeller Trainer: Paul Gaißer                                    |
| 1983 | Moers          | . | . | Spvg. Rot-Weiß Moisling von 1911 eV. 321,45 - Christine Broscheit - Cornelia Clasen - Monika Russ - Nicole Schwartz - Katrin Steenbeck - Susanne Welcher      |
| 1984 | Herzogenrath   | . | RMSV Aach - Ulla Gohm - Iris Bächler - Edith Ada-Paul - Karin Schwarz - Maria Werner - Ingrid Zumkeller Trainer: Paul Gaißer                              | . |
| 1985 | Baunatal       | . | Spvg. Rot-Weiß Moisling von 1911 eV. 282,00 - Christine Broscheit - Stefanie Broscheit - Britta Clasen - Monika Russ - Katrin Steenbeck - Susanne Welcher | . |
| 1986 | Forst          | . | RMSV Aach - Iris Bächler - Rita Gaißer - Ulla Gohm - Manuela Dieterle - Ingrid Maier - Karin Schwarz Trainer Paul Gaißer                                  | Spvg. Rot-Weiß Moisling von 1911 eV. 283,45 - Christine Broscheit - Katrin Broscheit - Stefanie Broscheit - Britta Clasen - Nicole Schwartz - Susanne Welcher |
| 1988 | Bad Salzuflen  | . | . | RMSV Aach - Anita Schamberger - Manuela Dieterle - Simone Rimmele - Iris Schamberger - Rita Gaißer - Alexandra Dressler Trainer Paul Gaißer                   |
| 1989 | Delligsen      | RV Freie Bahn Oberaußem 1906 e.V. - Helga Schaeffer - Doris Ensmann - Gabi Quester - Tanja Roll - Annette Geiken - Gisela Kurz                               | RMSV Aach - Anita Schamberger - Manuela Dieterle - Simone Rimmele - Iris Schamberger - Rita Gaißer - Alexandra Dressler Trainer Paul Gaißer               | . |
| 1990 | Hof            | . | RMSV Aach - Anita Schamberger - Manuela Dieterle - Simone Rimmele - Iris Schamberger - Diana Beising - Alexandra Dressler Trainer Paul Gaißer             | . |
| 1991 | Trier          | . | RMSV Aach - Anita Schamberger - Manuela Dieterle - Simone Rimmele - Iris Schamberger - Diana Beising - Alexandra Dressler Trainer Paul Gaißer             | . |
| 1992 | Willich        | RMSV Aach - Anita Schamberger - Manuela Dieterle - Simone Rimmele - Iris Schamberger - Diana Beising - Alexandra Dressler Trainer Paul Gaißer                | . | . |
| 1993 | Moers          | . | . | . |
| 1994 | Gärtringen     | . | . | . |
| 1995 | Hamburg        | . | . | . |
| 1996 | Karlsruhe      | . | . | RMSV Aach - Magdalena Hipp - Simone Rudolf - Katja Gaißer - Christine Leuschner - Vera Leuschner - Gabi Müller Trainer Paul Gaißer                            |
| 1997 | Moers          | RMSV Aach - Ulla Steuer - Anita Bötzer - Manuela Dieterle - Bianca Müller - Iris Schamberger - Diana Beising Trainer Paul Gaißer                             | . | . |
| 1998 | Koblenz        | RMSV Aach - Katja Gaißer - Simone Rudolf - Vera Leuschner - Christine Leuschner - Bianca Müller - Gabi Müller Trainer Paul Gaißer                            | . | . |
| 1999 | Singen         | RMSV Aach - Katja Gaißer - Simone Rudolf - Manuela Dieterle - Christine Leuschner - Bianca Müller - Gabi Müller Trainer Paul Gaißer                          | . | . |
| 2000 | Oberursel      | RMSV Aach - Katja Gaißer - Simone Rudolf - Manuela Dieterle - Christine Leuschner - Bianca Müller - Gabi Müller Trainer Paul Gaißer                          | . | . |
| 2001 | Moers          | . | . | RMSV Aach - Katja Gaißer - Simone Rudolf - Manuela Dieterle - Christine Leuschner - Bianca Müller - Gabi Müller Trainer Paul Gaißer                           |
| 2002 | Denzlingen     | RMSV Aach - Katja Gaißer - Simone Rudolf - Manuela Dieterle - Christine Zimmermann - Bianca Müller - Vera Leuschner Trainer Paul Gaißer                      | . | . |
| 2003 | Bürstadt       | RMSV Aach - Katja Gaißer - Simone Rudolf - Manuela Dieterle - Gabi Müller - Bianca Müller - Vera Leuschner Trainer Paul Gaißer                               | Oberaußem | Burgheim |
| 2004 | Glauchau       | RMSV Edelweiss Aach 2. Mannschaft - Kerstin Weber - Miriam Haverkamp - Regina Neubrand - Jasmin Auer - Ines Rudolf - Sarah Gielen Trainer Paul Gaißer        | RKB Herzogenaurach | RMSV Edelweiss Aach 1. Mannschaft - Katja Gaißer - Manuela Dieterle - Simone Rudolf - Bianca Müller - Gabi Müller - Bianca Paul Trainer Paul Gaißer           |
| 2005 | Bad Salzuflen  | RMSV Edelweiss Aach 1. Mannschaft - Katja Gaißer - Manuela Dieterle - Christine Zimmermann - Simone Rudolf - Bianca Müller - Bianca Paul Trainer Paul Gaißer | RMSV Edelweiss Aach 2. Mannschaft - Kerstin Weber - Miriam Haverkamp - Regina Neubrand - Jasmin Auer - Ines Rudolf - Sarah Gielen Trainer Paul Gaißer     | RKB Herzogenaurach |

## Offene Klasse
| Jahr | Austragungsort  | Gold Männer | Silber Männer | Bronze Männer |
| 2006 | Mönchengladbach | RMSV Edelweiss Aach 2. Mannschaft - Kerstin Weber - Miriam Haverkamp - Regina Neubrand - Jasmin Auer - Carina Muffler - Thalitta Herz Trainer Paul Gaißer | RMSV Edelweiss Aach 1. Mannschaft - Katja Gaißer - Manuela Dieterle - Ines Rudolf - Simone Rudolf - Bianca Müller - Bianca Paul Trainer Paul Gaißer        | RKB Herzogenaurach |
| 2007 | Elsenfeld       | RKB Herzogenaurach - Iris Dötschel - Dennise Dimann - Hanna Kemnitzer - Tanja Förtner - Christina Koske - Carolin Laska                                   | RMSV Edelweiss Aach 2. Mannschaft - Kerstin Weber - Miriam Haverkamp - Regina Neubrand - Jasmin Auer - Katharina Ziegler - Bianca Paul Trainer Paul Gaißer | RKV Denkendorf |
| 2008 | Ludwigshafen    | SKV Mörfelden - Anna Hechler - Hannah Hechler - Lisa Hofmann - Elisabeth Schäffer - Pia Stiller - Elena Zippel Trainer Annel & Wanja Lindner              | RMSV Edelweiss Aach 2. Mannschaft - Kerstin Weber - Carina Muffler - Regina Neubrand - Jasmin Auer - Katharina Ziegler - Bianca Paul Trainer Paul Gaißer   | RMSV Edelweiss Aach 1. Mannschaft - Katja Gaißer - Manuela Dieterle - Ines Rudolf - Simone Rudolf - Bianca Müller - Alexander Gaißer Trainer Paul Gaißer |
| 2009 | Herzogenrath    | RSV Steinhöring | SKV Mörfelden - Anna Hechler - Hannah Hechler - Lisa Hofmann - Elisabeth Schäffer - Pia Stiller - Elena Zippel Trainer Annel & Wanja Lindner               | RKV Schweinfurt |
| 2010 | Hamburg         | RKV Herzogenaurach | SKV Mörfelden - Anna Hechler - Hannah Hechler - Corinna Hein - Lisa Hofmann - Elisabeth Schäffer - Pia Stiller Trainer Annel & Wanja Lindner               | RSV Steinhöring |
| 2011 | Erfurt          | SKV Mörfelden - Anna Hechler - Hannah Hechler - Corinna Hein - Lisa Hofmann - Elisabeth Schäffer - Pia Stiller Trainer Annel & Wanja Lindner              | RKV Herzogenaurach | RSV Steinhöring |
| 2012 | Kamp-Lintfort   | RSV Steinhöring | RKV Denkendorf | RRMV Friedrichshafen |
| 2013 | Baunatal        | RSV Steinhöring | SKV Mörfelden - Anna Hechler - Hannah Hechler - Lisa Hofmann - Elisabeth Schäffer - Pia Stiller - Elena Zippel                                             | RKV Denkendorf |
| 2014 | Denkendorf      | RSV Steinhöring | SG Teuto Antrup-Wechte/Leeden | SKV Mörfelden - Anna Hechler - Hannah Hechler - Elena Zippel - Lisa Hofmann - Elisabeth Schäffer - Pia Stiller Trainer Jarmila Stiller                   |
| 2015 | Lübbecke        | SKV Mörfelden - Anna Hechler - Hannah Hechler - Elena Zippel - Lisa Hofmann - Elisabeth Schäffer - Pia Stiller Trainer Jarmila Stiller                    | RKV Denkendorf - Johanna Luik - Helen Cordier - Alexandra Spieth - Nina Bruder - Janina Jaiser - Laura Baumann                                             | RMSV Edelweiß Aach - Carina Paukstadt - Cornelia Henninger - Katja Gaißer - Mara Siegert - Sybille Gallmann - Yanina Knecht                              |
| 2016 | Moers           | SKV Mörfelden - Anna Hechler - Hannah Hechler - Elena Zippel - Lisa Hofmann - Elisabeth Schäffer - Pia Stiller Trainer Jarmila Stiller                    | RMSV Edelweiß Aach | RV Burgheim |